# Lettre à Freddy Buache
Lettre à Freddy Buache és un curtmetratge documental suís dirigit per Jean-Luc Godard i estrenat el 1982.
La pel·lícula va ser encarregada inicialment per la ciutat de Lausana per al seu 500è aniversari a Godard i Yves Yersin. La pel·lícula finalment realitzada per Godard pren la forma d'una carta al crític, historiador del cinema i director de la Cinemateca Suïssa Freddy Buache. Es va projectar a la secció Un certain regard del 35è Festival Internacional de Cinema de Canes.
La pel·lícula comença amb aquesta frase:
| «                 | Els patrocinadors estaran furiosos, van demanar una pel·lícula sobre i això és una pel·lícula. Encara no ha arribat a la superfície, encara està al fons, al fons de les coses. El cinema morirà aviat, molt jove, sense haver donat tot el que podia haver donat. Per tant, hem d'anar al fons de les coses ràpidament. | » |
| — Jean-Luc Godard | |   |